# Saitis cupidon
Espèce
Synonymes
- Habrocestum cupidon Simon, 1885

Saitis cupidon est une espèce d'araignées aranéomorphes de la famille des Salticidae.

## Distribution
Cette espèce est endémique de Nouvelle-Calédonie.

## Description
Le mâle mesure 2,3 mm et la femelle 3,7 mm.

## Publication originale
- Simon, 1885 : Matériaux pour servir à la faune arachnologique de la Nouvelle Calédonie. Annales de la Société Entomologique de Belgique, vol. 29, (C.R.), p. 87-92 (texte intégral).